# کارلوس شاگاس
کارلوس شاگاس (به انگلیسی: Carlos Chagas)پزشک و باکتری‌شناس برزیلی و کاشف عامل بیماری شاگاس است. او در سال ۱۹۰۲ در مؤسسه اسوالدو کروز مشغول کار شد و در سال ۱۹۰۹ انگل بیماری شاگاس را کشف نمود.

## شرح حال
پدرش خوزه شاگاس از مهاجرین پرتقالی بود که در اوایل قرن ۱۶ در برزیل ساکن شده بود و به کشت و پرورش قهوه مشغول بود. کارلوس چهارساله بود که پدرش فوت نمود. در ۱۴ سالگی مادرش ماریانا کاندیدا شاگاس او را به مدرسه مهندسی معدن در میناس گرایس فرستاد اما وی در ۱۸۹۷ در سن ۱۸ سالگی به پیشنهاد عمویش وارد دانشکده پزشکی ریو دو ژانیرو شد. در سال ۱۹۰۳ موفق به اخذ درجه دکترا گردید و از سال ۱۹۰۶ تا باقی عمر در مؤسسه کروز مشغول مطالعات علمی بود و در این مدت چندین بار برای مبارزه با مالاریا به شهرهای مختلف سفر نمود. 

## بیماری شاگاس
در مدتی که در شهر لاسانس برای مبارزه با مالاریا اقامت داشت متوجه وجود ساس‌های خونخوار در در و دیوار اتاق خود شد و با بررسی ریزبینی آن‌ها پی به وجود گونه‌ای از تاژک‌داران در روده آنان گردید. او به افتخار استاد خود نام آن را تریپانوزوم کروزی نام نهاد. شاگاس سپس مطالعات خود را گسترش داد و وجود بیماری را ابتدا در مارموست و سپس در انسان ثابت کرد و در این باره بیش از ۱۰۰ مورد کالبدگشایی انجام داد.

## جوایز
در سال ۱۹۱۷ رئیس مؤسسه کروز شد و همزمان عضو عالی رتبه انجمن ملی پزشکی گردید. او بخاطر تحقیقات انگل شناسی چندین جایزه ملی و بین‌المللی را از آن خود کرد و دو بار نامزد دریافت جایزه نوبل گردید. در ۱۹۲۱ دیپلم افتخار دانشگاه‌های هاروارد و پاریس را دریافت کرد. او در سال ۱۹۲۲ استاد بیماری‌های گرمسیری دانشگاه ریو دو ژانیرو بود.
شاگاس در سن ۵۵ سالگی بر اثر سکته قلبی فوت نمود.